# Антиохийский собор (341)
Антиохи́йский собо́р (греч. Σύνοδος ἐν Ἀντιοχείᾳ τῆς Συρίας) — поместный собор, состоявшийся в 341 году. Возглавлял его епископ Флакилл Антиохийский.
Никейская формула «единосущия» Сына Отцу на соборе не была принята, так как участники собора были консервативно настроены в отношении нового термина «единосущный». Взамен него признаны четыре символьных формулы, осуждавшие как ересь крайнее арианство. В первой формуле этого собора было сказано: «И во Единого Сына Божия, Единородного, сущего прежде всех веков и со-сущего (то есть имеющего общую cущность) родившему Его Отцу». Во второй формуле или так называемом «символе Лукиана», было сказано, что «Сын Божий — неотличимый Образ божества Отца, κак существа, так и силы, воли и славы Его», также предавались анафеме те, «кто учит, вопреки здравой и прямой вере Писаний, говоря, что были или совершились времена или века прежде рождения Сына», «кто говорит, что Сын есть творение, как одно из творений, или рождение, как одно из рождений», кто «утверждает, что Сын из несущих, а не от Бога и что было время, когда Его не было». Третья формула, составленная Феофронием Тианским, именует Сына Божия «рожденным от Отца прежде веков, Богом Совершенным от Бога Совершенного, ипостасно сущим у Бога».
Собор утвердил также 25 правил, которые были приняты всей Православной церковью (Второе правило Трульского собора).
В 361 году император Юлиан Отступник разрешил как арианство, так и учение Афанасия Александрийского. Уже в 362 году под председательством Афанасия был открыт Поместный собор сторонников православного исповедания веры, провозгласивший верность Никейскому Символу веры.
Наконец, в 379 году к власти в Византии пришёл Феодосий I, по своим религиозным убеждениям уверенный защитник учения Афанасия Александрийского. В 381 году он созвал новый Вселенский собор в Константинополе, на котором были подтверждены решения Первого Вселенского (Никейского) собора.